# Liste des monuments classés de Berchem-Sainte-Agathe
Cet article recense le patrimoine immobilier protégé à Berchem-Sainte-Agathe. Le patrimoine immobilier protégé fait partie du patrimoine culturel en Belgique.
|    | Le bien                                             | Date de clas.    | Année | Architecte       | Style               | Adresse                                                      | Coordonnées                 | ID          | Photo |
| -- | --------------------------------------------------- | ---------------- | ----- | ---------------- | ------------------- | ------------------------------------------------------------ | --------------------------- | ----------- | ----- |
| 1  | Châtaignier (Castanea sativa)                       | 13 juillet 2006  |       |                  | Arbre remarquable   | Rue Joseph Mertens 15                                        | 50° 51′ 51″ N, 4° 17′ 36″ E | 2268-0034/0 |       |
| 2  | Chêne rouge d'Amérique (Quercus rubra)              | 13 juillet 2006  |       |                  | Arbre remarquable   | Rue Des Chalets                                              | 50° 51′ 51″ N, 4° 17′ 36″ E | 2268-0035/0 |       |
| 3  | Cité Moderne                                        | 7 septembre 2000 | 1922  | Victor Bourgeois | Cité-jardin         | Rue De La Cite Moderne 6 - 36, Rue De La Cite Moderne 9 - 43 | 50° 52′ 07″ N, 4° 18′ 20″ E | 2268-0029/0 |       |
| 4  | Église Sainte-Agathe                                | 25 octobre 1950  |       |                  | Roman               | Rue De L'Allee Verte                                         | 50° 51′ 38″ N, 4° 17′ 32″ E | 2268-0001/0 |       |
| 5  | Fermette Pie Konijn                                 | 10 octobre 2002  |       |                  | Architecture rurale | Rue Du Broek 51                                              | 50° 51′ 38″ N, 4° 17′ 32″ E | 2268-0031/0 |       |
| 6  | Noyau villageois de Berchem et rue de l'Allée Verte | 29 mars 2001     |       |                  | Noyau villageois    |                                                              | 50° 51′ 40″ N, 4° 17′ 32″ E | 2268-0009/0 |       |
| 7  | Pavillon principal de l'ancien Hôpital Français     | 11 février 1999  | 1928  |                  | Classicisme         | Avenue Josse Goffin 158                                      | 50° 52′ 01″ N, 4° 18′ 16″ E | 2268-0021/0 |       |
| 8  | Saule blanc (Salix alba)                            | 13 juillet 2006  |       |                  | Arbre remarquable   | Sentier Du Broek, Rue Du Broek                               | 50° 51′ 49″ N, 4° 17′ 26″ E | 2268-0033/0 |       |
| 9  | Site du Kattebroek                                  | 9 mars 2006      |       |                  | Site semi-naturel   | Rue Des Chats                                                | 50° 51′ 48″ N, 4° 16′ 50″ E | 2268-0008/1 |       |
| 10 | Tilleul argenté (Tilia tomentosa)                   | 22 décembre 2005 |       |                  | Arbre remarquable   | Avenue Rene Comhaire 69                                      | 50° 51′ 38″ N, 4° 17′ 54″ E | 2268-0032/0 |       |
| 11 | Villa cottage et son jardin                         | 19 juillet 2001  | 1909  | Vanderveken      | Éclectisme          | Rue Hogenbos 38                                              | 50° 51′ 29″ N, 4° 17′ 47″ E | 2268-0030/0 |       |
| 12 | Villa Marie-Mirande                                 | 8 août 1988      | 1912  | Victor Tinant    | Art nouveau         | Avenue De Selliers De Moranville 11                          | 50° 52′ 08″ N, 4° 17′ 31″ E | 2268-0007/0 |       |
| 13 | Zavelenberg                                         | 26 avril 1989    |       |                  | Site semi-naturel   | Avenue Charles-Quint, rue De Termonde                        | 50° 52′ 12″ N, 4° 17′ 51″ E | 2268-0006/0 |       |